# Verband der Diätassistenten – Deutscher Bundesverband
Der Verband Deutscher Diätassistenten – Deutscher Bundesverband e.V. (VDD) vertritt ca. 4.000 Diätassistenten, ungefähr 1/3 der geschätzten 14.000 berufstätigen Diätassistenten in Deutschland berufspolitisch. Zur Arbeit des Verbandes gehören Fortbildung sowie die Erteilung des für Zusammenarbeit mit den Krankenkassen erforderlichen VDD-Zertifikates.

## Geschichte
Der Verband wurde 1957 mit der Unterstützung der Deutschen Gesellschaft für Ernährung in Mainz als „Vereinigung staatlich anerkannter Diätassistentinnen und Ernährungsberaterinnen Deutschlands“ gegründet. Aus diesem Verband entstand der „Verband der Diätassistenten – Deutscher Bundesverband e.V.“.
Der VDD ist Mitglied des International Committee of Dietetic Associations und war 1972 Gründungsmitglied des Committee of Dietetic Associations in the European Community, der heutigen European Federation of the Associations of Dietitians.